# アルモニア
アルモニア（英語:Armonia）は広島県に所在するモダンデコ株式会社が運営する家具ブランドで、イタリアンモダン家具を日本人に合わせたサイズ・スタイルで展開している。インターネットによる販売と全国8か所にショールームを構えている。

## 概要
アルモニアは代表の新村晃一が電気工事事業をしていた父の会社、株式会社エイチ・ケイ・ワイの事業のひとつとしてスタートした。
中国に自社工場を構え、「ニトリ」「IKEA」と同じく中間業者を挟まないSPAモデルを取り入れている。

## 沿革
- 1997年 株式会社エイチ・ケイ・ワイ設立
- 2008年12月 広島市中区富士見町に「ARMONIA 広島店」オープン
- 2012年3月 横浜ワールドポーターズに「ARMONIA 横浜店」オープン
- 2012年4月 大阪市西区南堀江に「ARMONIA 大阪店」オープン
- 2013年3月 モラージュ菖蒲に「ARMONIA 菖蒲店」、お台場アクアシティに「ARMONIA お台場店」オープン
- 2013年4月 Umieサウスモールに「Armonia 神戸店」オープン
- 2017年9月 モダンデコ株式会社に社名変更
- 2018年5月 イオンモール高の原に「ARMONIA 京都店」オープン
- 2018年9月 ららぽーと名古屋みなとアクルスに「ARMONIA 名古屋店」オープン

## 受賞
- 2009年 ARMONIA 広島店がグッドデザイン賞を受賞
- 2011年 楽天市場 EXPO Award 成功のコンセプト賞を受賞